# (1694) Kaiser
(1694) Kaiser – planetoida z pasa głównego asteroid okrążająca Słońce w ciągu 3 lat i 258 dni w średniej odległości 2,39 au. Została odkryta 29 września 1934 roku w Leiden Station w Johannesburgu przez Hendrika van Genta. Nazwa planetoidy pochodzi od Frederika Kaisera (1808–1872), holenderskiego astronoma, dyrektora Sterrewacht Leiden w latach 1837–1872. Przed nadaniem nazwy planetoida nosiła oznaczenie tymczasowe (1694) 1934 SB.